# Giardino Giuliani

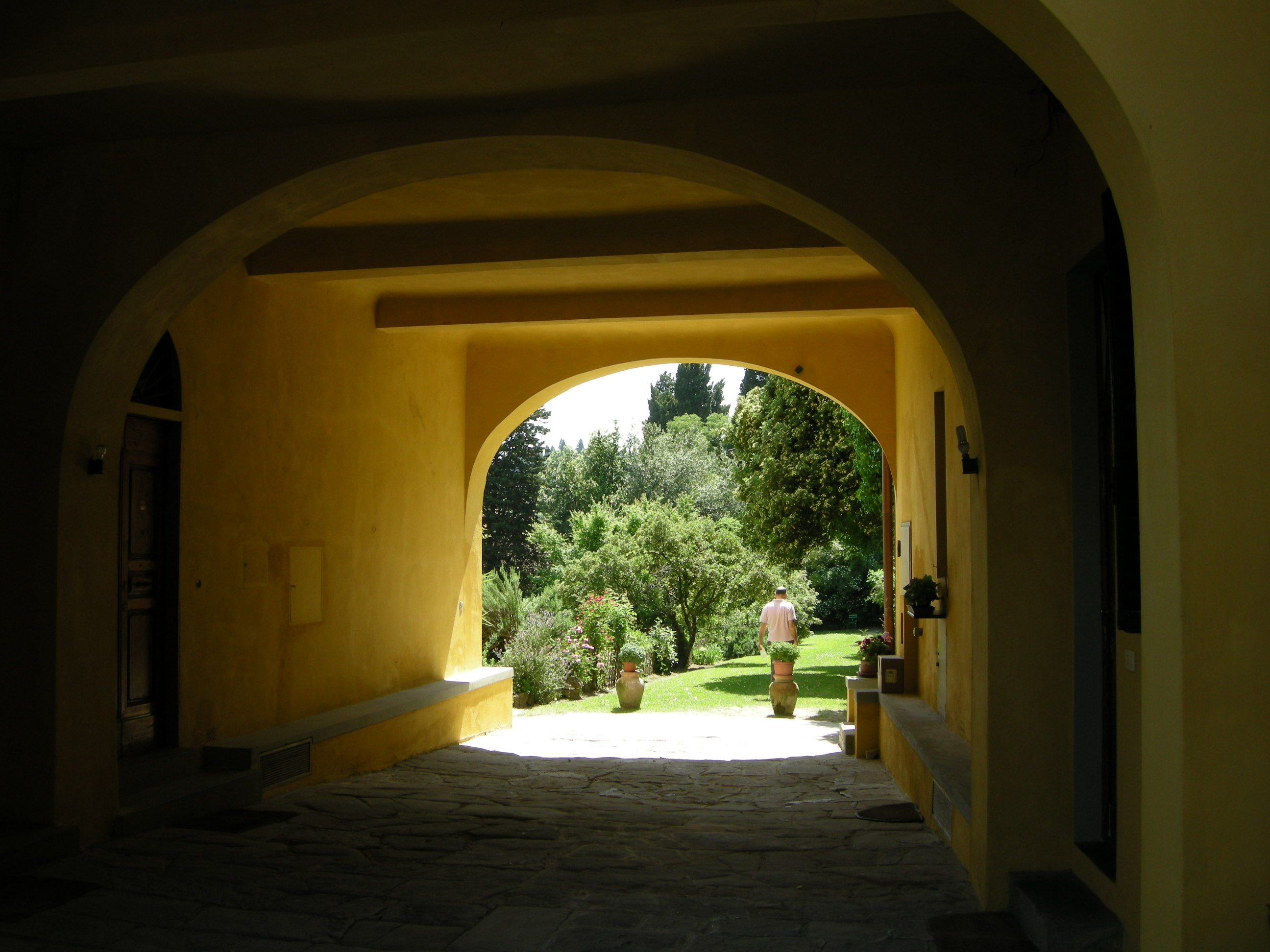
Ingresso

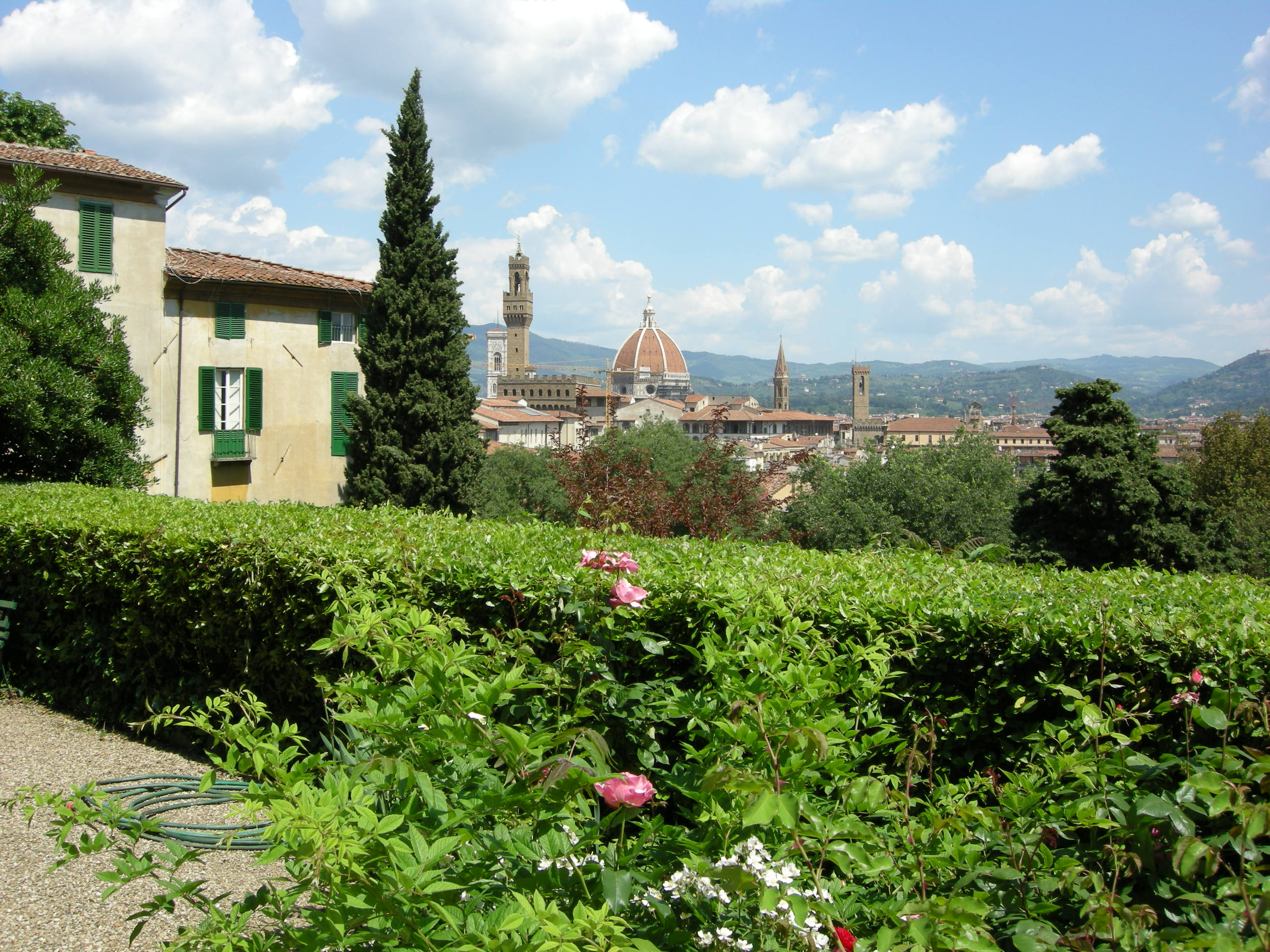
Affaccio panoramico

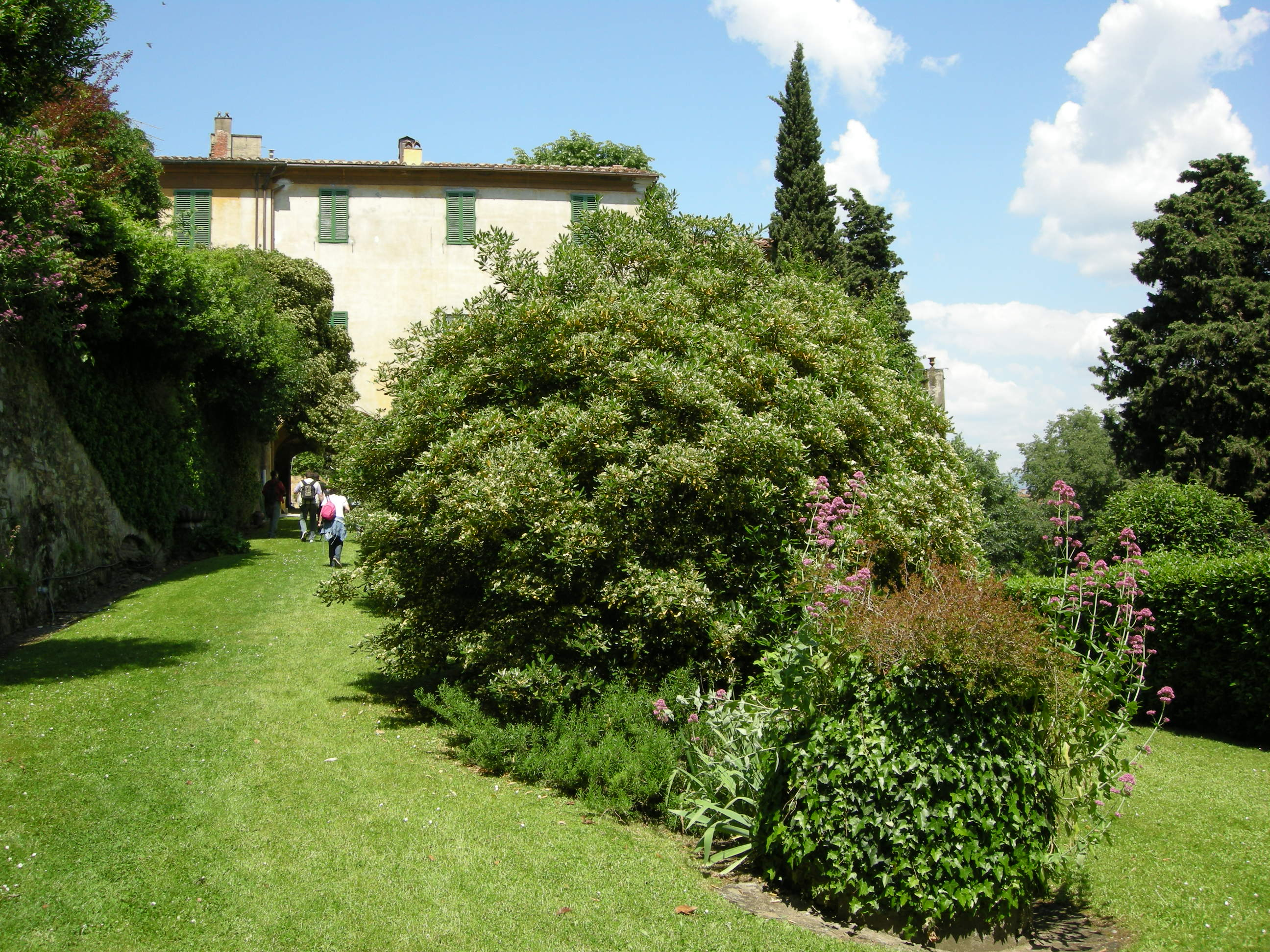
Sentiero carrozzabile

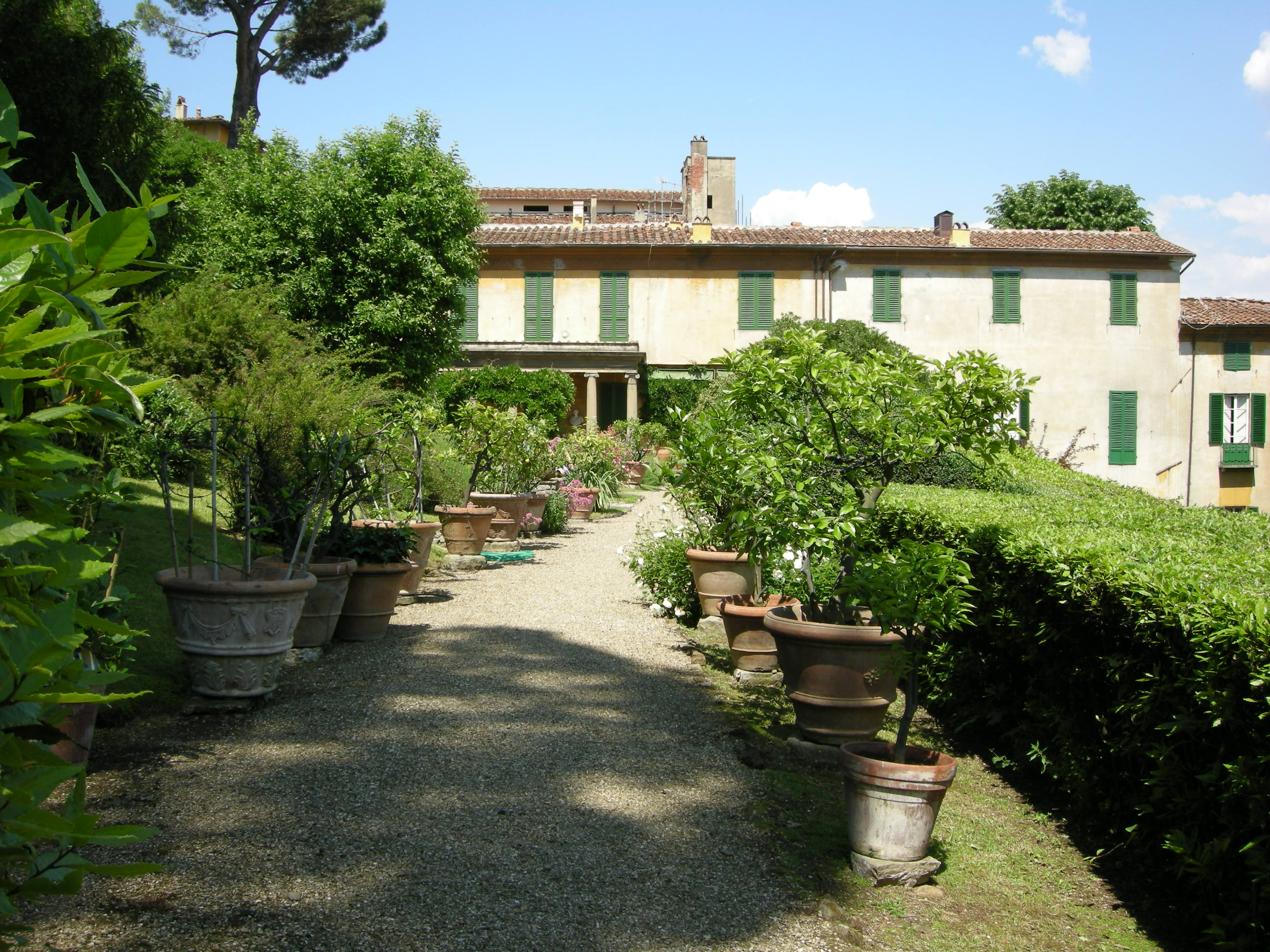
Vialetto con piante di agrumi in vaso

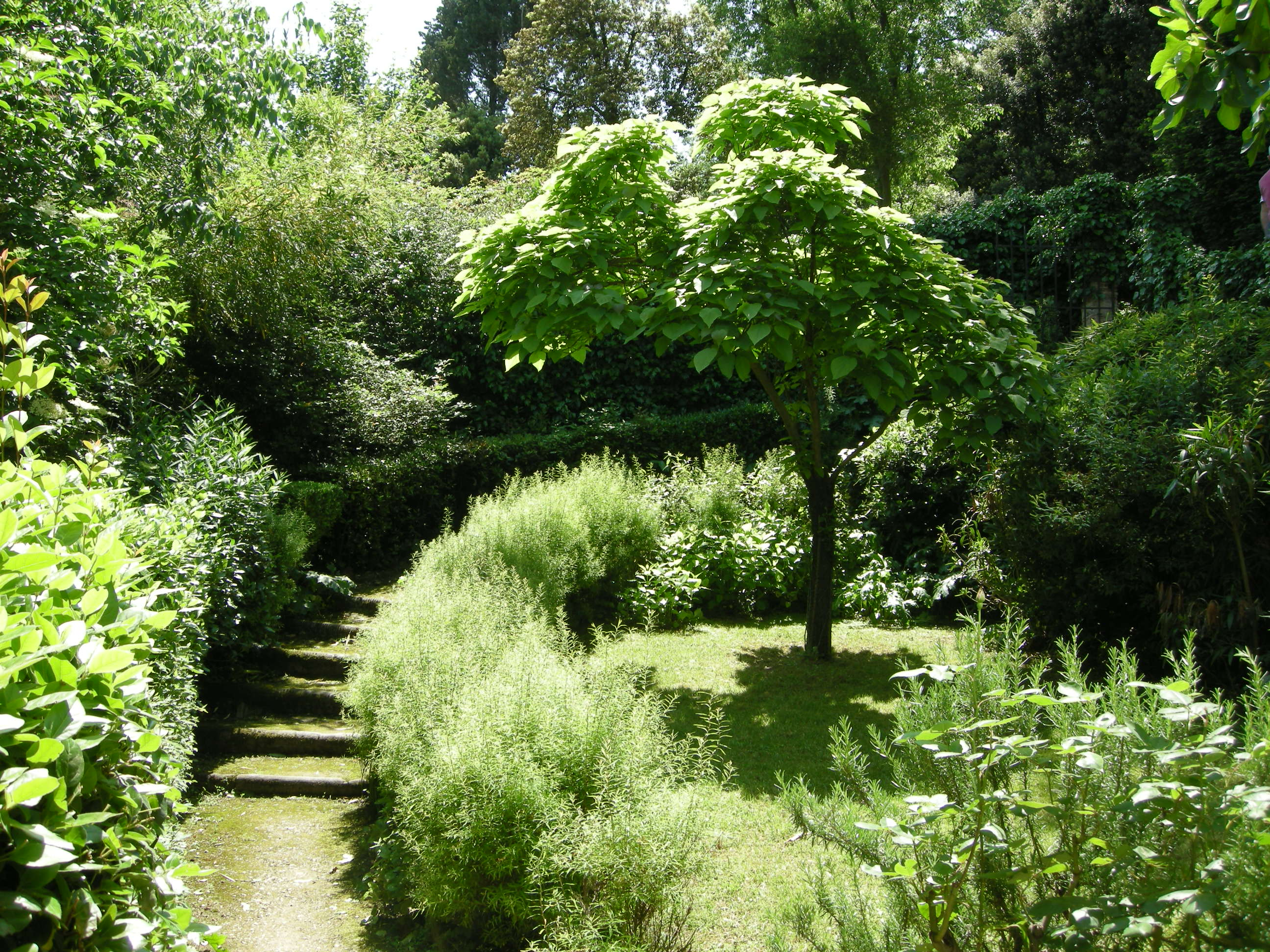
Scalinata nel verde

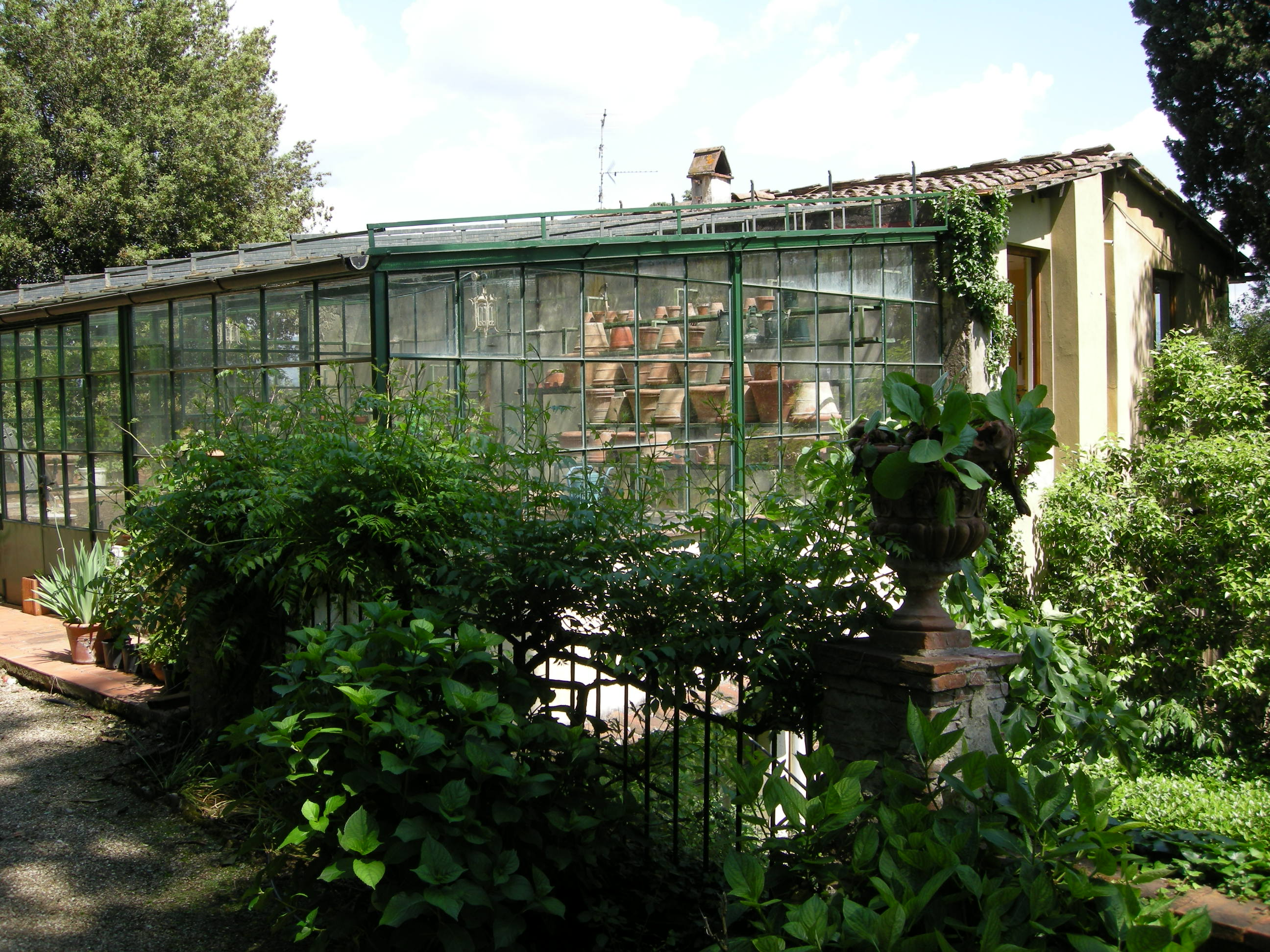
Serra

Il giardino Giuliani è uno spazio urbano privato del centro storico di Firenze, con ingresso sulla Costa Scarpuccia 7.

## Storia
Qui si trovavano gli orti del convento dei Santi Agostino e Cristina, fondato nel 1634 e soppresso nel 1808. Passato in mani private, nel 1833 il complesso fu del conte Pietro di Teodoro Petroviz (Petrowitz) d'Armis, ciambellano della corte granducale. A questa data la proprietà contava l'ex convento, la chiesa, l'edificio alla sua destra, gli orti e due case lungo la Costa. Acquistati ulteriori fabbricati limitrofi, Petroviz promosse tra il 1840 e il 1850 imponenti lavori di ristrutturazione del complesso, definitivamente trasformato in palazzo di residenza con un ampio giardino romantico e podere, peraltro dotato di una strada erbata carrozzabile fatta appositamente tracciare per collegare con minor pendenza la parte bassa della costa Scarpuccia con la sua abitazione. 
Passato di proprietà nel 1866 a Filippo Schwarzenberg (che quindi lo possedeva negli anni del Bacciotti che ne parla estasiato per il panorama della città che da qui si gode), fu dotato di un notevole parco all'inglese che raggiunse le dimensioni attuali, fino a confinare col giardino Bardini.
Negli anni venti del Novecento, pervenuta la proprietà all'americano Charles Harry Coster, fu commissionato al paesaggista inglese Cecil Pinsent (conosciuto tramite Bernard Berenson) un rifacimento della parte del giardino che si affaccia sulla città (1928). Con l'ausilio dell'amico e collega Geoffrey Scott, Pinsent determinò così uno spazio verde ispirato ai giardini rinascimentali e barocchi.

## Descrizione
Il giardino è diviso in due parti: quella inferiore, con accesso esterno dal lato della chiesa, è dominata dal viale a serprentina,  tenuto a prato e ornato da siepi di alloro, cipressi, alberi da frutto e un boschetto di lecci; quella superiore, che dà sulla villa ed è composta come una grande terrazza panoramica su Firenze. Il prospetto della villa sul giardino, costruito tra il 1832 e il 1867, chiude quella che anticamente era la corte conventuale ed è dominato da un porticato con colonne ioniche, filtro tra il salone del piano nobile e il giardino stesso. La parte superiore, dotata a sua volta di alcuni terrazzamenti, è composta secondo lo stile del parco all'inglese, con aiuole curvilinee, sentieri tortuosi e boschetti (lecci, cipressi, pini, allori e un tasso secolare). 
Due scalinate (una delle quali, sul lato della villa, è oggi chiusa) permettevano di raggiungere la loggetta panoramica sulla sommità, sotto la quale si trovava la cisterna a monte, decorata da quattro statue in terracotta ancora presenti: Coster la adibì a piscina e la loggetta a spogliatoio, con una scala in muratura che consentiva un lento ingresso nelle acque. La terrazza panoramica all'altezza della villa è arricchita da squarci panoramici inquadrati da siepi di alloro, oltre a  un berceau, fontane, una vasca con ninfee, aiuole fiorite e vasi di limoni. La fontana con mascherone e pila baccellata è in stile neobarocco e risale agli aggiustamenti di Pinsent.